# Янгигисар
Янгигисар (уйг. يېڭىسار ناھىيىسى‎) или Уезд Инцзиша (кит. упр. 英吉沙县) — уезд округа Кашгар Синьцзян-Уйгурского автономного района Китая. Он славится производством традиционных уйгурских ножей-кинжалов пчак.

## История
В древности эти места входили в состав государства Шулэ. Когда в Новое время эти земли были завоёваны империей Цин, то в 1766 году сюда был назначен специальный чиновник. После образования провинции Синьцзян в 1883 году был создан Непосредственно управляемый комиссариат Инцзишар (英吉沙尔直隶厅). После Синьхайской революции, в 1913 году, комиссариат был преобразован в Уезд Инцзиша.
В апреле 1934 г. здесь произошла битва дунган с уйгурами. Командир 36-го дунганского дивизиона Ма ЗянЧанг разгромил уйгурский отряд (в 500 бойцов) и лично убил уйгурского эмира Нур-Ахмада Джан-Бугра.

## Административное деление
Уезд Инцзиша делится на 1 посёлок и 13 волостей.

## Экономика
Янгигисар известен на всю страну кустарным производством уйгурских ножей. 